# Brageole
La brageole (italien : braciola ou involtino) est une spécialité culinaire sétoise  C'est un composant classique de la macaronade sétoise. Elle s'apparente à la braciola italienne.

## Caractéristiques
Ce mets est fait de rouleaux de viande, essentiellement des escalopes de paleron de bœuf, assaisonnées à l'intérieur avec de l'ail, du persil, du sel et du poivre. Elles sont souvent tenues avec une pique en bois. la viande est généralement cuite à la poêle ou grillée.

## Brageole sicilienne
La brageole est également une spécialité de cuisine familiale sicilienne, toujours à base de rouleau de viande, mais avec du fromage fondu à l'intérieur, et en panant la viande dans une chapelure artisanale spéciale.